# Manfred Wimmer (Go-Spieler)
Manfred Wimmer (* 1944 in Kärnten; † 1995 in Wien) war ein österreichischer Go-Spieler.  
Bereits in den 1960er-Jahren war er der mit Abstand stärkste Go-Spieler in Österreich und weltweit einer der stärksten nicht-asiatischen Spieler. Er studierte Mathematik, brach sein Studium aber in den frühen 1970er-Jahren ab, um sich in Japan zum Go-Profi ausbilden zu lassen. Im Januar 1978 erhielt er als erster nicht-asiatischer Go-Spieler ein japanisches Profi-Diplom und, nach einem Sieg gegen Tono Hiroaki, die Ernennung zum 1. Dan. Im November desselben Jahres erfolgte die Verleihung des 2. Dan. Er verließ Japan und kehrte nach Österreich zurück.
1969 und 1974 wurde er Go-Europameister und 1966, 1967, 1970 und 1975 Vizemeister. Kurz vor seinem Tod gelang ihm bei den Europameisterschaften 1994 ein dritter Platz. 